# Emoia nativittatis
Emoia nativittatis är en ödleart som beskrevs av  George Albert Boulenger 1887. Emoia nativittatis ingår i släktet Emoia och familjen skinkar. Inga underarter finns listade i Catalogue of Life.